# Paolo Vannucci
Pour les articles homonymes, voir Vannucci.
Paolo Renato Vannucci (né à Carrare le 19 septembre 1913 et mort à Carrare le 24 juin 1975) est un footballeur italien. Il évoluait au poste de gardien de but.
Faisant partie du groupe italien vainqueur des Jeux olympiques de 1936, son nom figure, comme d'autres médaillés dans le nom complet du stade de la ville de Carrare.

## Biographie

### En club
Formé au Carrarese Calcio, il est joueur de l'équipe première de 1931 à 1935. Il dispute un total de 80 matchs en Première Division (l'ancêtre de la Serie A à l'époque).
Transféré à l'AC Pisa par la suite, il joue durant trois saisons consécutives en Serie B, totalisant 34 apparitions.
À 25 ans, il termine sa carrière de footballeur pour se consacrer pleinement à la profession d'avocat .

### En sélection
Il est gardien de but de réserve de l'équipe nationale italienne aux Jeux olympiques de 1936.
En 1936, l'entraîneur Vittorio Pozzo, ancien champion du monde, est chargé de constituer une équipe composée de footballeurs universitaires ou inscrits dans des établissements d'enseignement supérieur pour les Jeux olympiques de Berlin, afin d'accéder au statut contraignant d'une équipe amateur.
Vannucci, étant étudiant à la faculté de droit de l'université de Pise, est convoqué comme gardien de réserve ; à côté de lui, trois autres joueurs originaires de Carrare ont été appelés : l'autre gardien Bruno Venturini, le défenseur Achille Piccini et le milieu de terrain Libero Marchini .

## Palmarès
Italie
- Jeux olympiques (1) :
  -  Or : 1936.